# Gertrud Leutenegger
Gertrud Leutenegger (* 7. Dezember 1948 in Schwyz; † 20. Juni 2025 ebendort) war eine Schweizer Schriftstellerin deutscher Sprache.

## Leben
Gertrud Leutenegger wuchs in Schwyz auf, lebte später aber auch in der französisch- und in der italienischsprachigen Schweiz. Ihr Vater war Zeitungsredaktor. An der Zürcher Schauspielakademie studierte sie Regie und arbeitete 1978 am Hamburger Schauspielhaus als Regieassistentin Jürgen Flimms. Nach zahlreichen Reisen und Aufenthalten in Florenz und Berlin lebte sie längere Zeit in Japan. Später wohnte sie in Zürich.
Leuteneggers schriftstellerisches Werk umfasst Romane, Erzählungen, Gedichte und Theaterstücke. 2010 wurde sie in die Deutsche Akademie für Sprache und Dichtung berufen. 2014 stand sie mit ihrem Roman Panischer Frühling sowohl auf der Shortlist des Schweizer als auch des Deutschen Buchpreises.
Leutenegger war Mutter einer Tochter. Sie starb im Juni 2025 im Alter von 76 Jahren in Schwyz.

## Auszeichnungen
- 1978 Preis der Klagenfurter Jury des Ingeborg-Bachmann-Preises[2]
- 1979 Droste-Preis
- 1985 Gastpreis der Luzerner Literaturförderung
- 1986 Preis der Schweizerischen Schillerstiftung
- 1988 Literarische Ehrengabe der Stadt Zürich
- 1993 Anerkennungspreis der Luzerner Marianne und Curt Dienemann-Stiftung
- 1999 Innerschweizer Kulturpreis
- 2009 Schillerpreis der Zürcher Kantonalbank für Matutin
- 2014 Shortlist für den Deutschen Buchpreis und Schweizer Buchpreis mit Panischer Frühling[2]
- 2014 Roswitha-Preis der Stadt Bad Gandersheim
- 2021 Kunstpreis Zollikon
- 2023 Solothurner Literaturpreis
- 2024 Kunstpreis der Stadt Zürich[2]

## Werke
- Vorabend. Roman. Suhrkamp, Frankfurt am Main 1975 (zuletzt: Schweizer Bibliothek, Band 7, Zürich 2006).
- Ninive. Roman. Suhrkamp, Frankfurt am Main 1977, ISBN 3-518-03536-3.
- Lebewohl. Gute Reise. Ein dramatisches Poem (= Edition Suhrkamp. Band 1001). Suhrkamp, Frankfurt am Main 1980, ISBN 3-518-11001-2.
- Wie in Salomons Garten. Gedichte. Eremiten-Presse, Düsseldorf 1981.
- Gouverneur. Suhrkamp, Frankfurt am Main 1981.
- Komm ins Schiff. Dramatisches Poem. Suhrkamp, Frankfurt am Main 1983.
- Kontinent. Suhrkamp, Frankfurt am Main 1985.
- Das verlorene Monument. Suhrkamp, Frankfurt am Main 1985 (= edition suhrkamp 1315).
- Meduse. Suhrkamp, Frankfurt am Main 1988.
- Acheron. Suhrkamp, Frankfurt am Main 1994.
- Sphärenklang. Dramatisches Poem. Eremiten-Presse, Düsseldorf 1999.
- Pomona. Roman. Suhrkamp, Frankfurt am Main 2004, ISBN 3-518-41603-0.
- Gleich nach dem Gotthard kommt der Mailänder Dom. Geschichten und andere Prosa. Suhrkamp, Frankfurt am Main 2006, ISBN 3-518-41834-3.
- Matutin. Roman. Suhrkamp, Frankfurt am Main 2008, ISBN 978-3-518-42029-4.
- Panischer Frühling. Roman. Suhrkamp, Berlin 2014, ISBN 978-3-518-42421-6.[6]
- Das Klavier auf dem Schillerstein. Prosa. Nimbus, Wädenswil 2017, ISBN 978-3-03850-035-3.
- Späte Gäste. Roman. Suhrkamp, Berlin 2020, ISBN 978-3-518-42958-7.[7]
- Partita. Notate. Nimbus, Wädenswil 2022, ISBN 978-3-03850-089-6.